# Maruoka Micuru
Maruoka Micuru (丸岡満; まるおか みつる; Hepburn: Mitsuru Maruoka; Tokusima, 1996. január 6. –) japán labdarúgó, a német V-Varen Nagaszaki középpályása kölcsönben a Cerezo Oszakától.